# 鈴木正吾

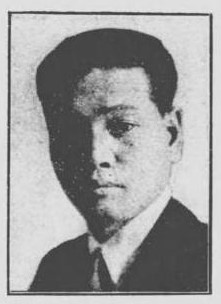
鈴木正吾

鈴木 正吾（すずき しょうご、1890年（明治23年）6月30日 – 1977年（昭和52年）6月1日）は、大正から昭和期の政治家・ジャーナリスト。衆議院議員、愛知県豊川市長。旧姓・渥美。

## 経歴
愛知県碧海郡志貴村（矢作町を経て現岡崎市）で渥美半五郎の三男として生まれた。1899年（明治32年）宝飯郡佐脇村下佐脇村（御津村、御津町を経て現豊川市）の鈴木金次郎家を相続。1907年（明治40年）学生団体・丁未倶楽部に加わり第一次護憲運動で反桂内閣として活動した。1914年（大正3年）明治大学政治科を卒業した。
卒業後は読売新聞記者を経て、雑誌『第三帝国』編集長、雑誌『大観』編集長などを務める。1915年（大正4年）2月から3月にかけて大隈伯後援会遊説部員として第12回衆議院議員総選挙で遊説を行った。尾崎行雄に師事し、1919年（大正8年）には欧米視察に同行した。1924年（大正13年）新政同盟に加わり普選運動を進めた。1932年（昭和7年）第18回総選挙に無所属で立候補して初当選。以降、当選は計7回を数える。その後は国民同盟に入り、1942年（昭和17年）の第21回総選挙（翼賛選挙）では翼賛政治体制協議会の推薦を受けずに当選した。
戦後、公職追放となる。1951年（昭和26年）に追放解除となり、翌1952年（昭和27年）の第25回総選挙で改進党から立候補して当選。しかし、1953年（昭和28年）の第26回総選挙で落選した。
1955年（昭和30年）5月、豊川市長に就任し、1958年（昭和33年）4月まで1期務めた。この間、工場誘致の促進、道路網の整備などに尽力。1958年の第28回総選挙で再選、自由民主党に入った。1963年（昭和38年）の第30回総選挙で落選、次の第31回総選挙にも立候補したが落選し、政界を引退した。
晩年は尾崎行雄記念財団理事長を務め、『尾崎咢堂全集』の編纂を担った。

## 国政選挙歴
- 第16回衆議院議員総選挙（愛知県第5区、1928年2月、中立）次点落選[12]
- 第17回衆議院議員総選挙（愛知県第5区、1930年2月、中立）次点落選[13]
- 第18回衆議院議員総選挙（愛知県第5区、1932年2月、中立）当選[14]
- 第19回衆議院議員総選挙（愛知県第5区、1936年2月、国民同盟公認）当選[15]
- 第20回衆議院議員総選挙（愛知県第5区、1937年4月、国民同盟公認）当選[16]
- 第21回衆議院議員総選挙（愛知県第5区、1942年4月、非推薦）当選[17]
- 第25回衆議院議員総選挙（愛知県第5区、1952年10月、改進党）当選[18]
- 第26回衆議院議員総選挙（愛知県第5区、1953年4月、改進党）落選[19]
- 第27回衆議院議員総選挙（愛知県第5区、1955年2月、日本民主党）次点落選[20]
- 第28回衆議院議員総選挙（愛知県第5区、1958年5月、無所属）当選[20]
- 第29回衆議院議員総選挙（愛知県第5区、1960年11月、自由民主党）当選[21]
- 第30回衆議院議員総選挙（愛知県第5区、1963年11月、自由民主党）次点落選[21]
- 第31回衆議院議員総選挙（愛知県第5区、1967年1月、自由民主党）次点落選[21]

## 著作
- 『新愛国論』益進会、1915年。
- 『何故の露國不承認ぞ : 覆面せる陸軍大學校教官の暴著を駁す』内観社、1934年。
- 『戦争成金断じて許さず : 公益優先経済機構の確立』日本講演通信社、1939年。